# Музей гомосексуального искусства Лесли — Ломан
Музей гомосексуального искусства Лесли — Ломан, LLM (англ. Leslie-Lohman Museum of Gay and Lesbian Art) — художественный музей в районе Сохо в Нижнем Манхэттене, в городе Нью-Йорк. Музей курирует некоммерческая организация — Фонд гомосексуального искусства Лесли — Ломан, который приобретает, хранит и экспонирует произведения искусства, созданные художниками и скульпторами ЛГБТ, а также произведения искусства, посвященные гомосексуальным людям и жизни ЛГБТ-сообщества.
Музей организует выездные экспозиции. Его собрание включает более 22 000 объектов — картин, рисунков, фотографий, гравюр и скульптур. Музей был признан одним из старейших художественных институтов, который занимается коллекционированием и сохранением произведений гомосексуального искусства. В мае 2011 года власти штата Нью-Йорк присвоили музею статус государственного учреждения. Музей является членом Американского альянса музеев и действует в соответствии с их принципами.
В постоянное собрания музея входит более 1300 предметов, в числе которых произведения известных художников-гомосексуалов, таких как Беренис Эббот, Дэвид Хокни, Инго Суон, Кэтрин Опи, Энди Уорхол, Том оф Финланд, Делмас Хоу, Жан Кокто, Дэвид Войнарович, Роберт Мэпплторп, Джордж Платт Лайнс, Хорст Пол Хорст, Дункан Грант, Джеймс Бидгуд, Дуэйн Майклс, Чарльз Демут, Дон Бакарди, Аттила Ричард Лукаш, Джим Френч, Дель Лагрейс Волкано, Пол Тек, Питер Худжар, Артур Тресс и многих других.

## История
Фонд гомосексуального искусства Лесли — Ломан был основан Дж. Фредериком Ломаном (1922—2009) и Чарльзом У. Лесли (род. 1933), которые в течение нескольких лет собирали предметы гомосексуального искусства. В 1969 году они организовали первую выставку своих коллекций в лофте на улице Принс-стрит в Нью-Йорке. Вскоре после этого коллекционеры открыли платную художественную галерею, которая закрылась в начале 1980-х годов из-за паники, связанной с эпидемией СПИДа в городе.
В 1987 году Лесли и Ломан подали заявку на присвоение некоммерческого статуса их организации для сохранения, собранных ими, произведений гомосексуального искусства и продолжения выставочной деятельности. Налоговое управление США возражало против слова «гомосексуальный» в названии фонда и несколько лет не присваивало ему некоммерческий статус, который был предоставлен фонду в 1990 году.
Вначале музей располагался в подвале дома 127б на улице Принс-стрит в Нью-Йорке. В 2006 году он переехал на первый этаж в галерею в доме 26 на улице Вустер-стрит в районе Сохо. Пространство галереи было расширено в 2016—2017 годах.

## Программы
Музей содержит постоянную и организует просветительские экспозиции, проводит от шести до восьми ежегодных выставок в доме 26 на Вустер-стрит и от четырёх до шести ежегодных выставок в расширенной галерее на Вустер-стрит, а также несколько выставок в выходные дни и мастер-классы по рисованию в доме 127б на Принс-стрит. Выставки музея организуются приглашенными кураторами. Последние представляют предложения, которые рассматриваются директором музея и выставочным комитетом.
Кроме того, музей предлагает полный круглогодичный график просветительских программ, в том числе беседы, лекции, презентации знаковых фильмов и книг. Музей также издаёт Архив, который содержит информацию о коллекции Лесли — Ломан, новых приобретениях, событиях, а также статьи о художниках и выставках. Музей располагает библиотекой с более чем 2500 томами по гомосексуальному искусству и хранит материалы более чем о 2000 художниках. Музей проводит выездные выставки, например, в музее гомосексуальности в Берлине. Летом 2014 года на территории Единого национального гомосексуального архива в Западном Голливуде музеем была представлена предварительная версия выставки «Классическая нагота. Создание квир-истории».
Музей предоставляет предметы из своей коллекции для выставок в другие музеи, и в последние годы выставлял у себя работы из других учреждений, таких, как Библиотека Конгресса, Смитсоновский институт, Нью-Йоркская публичная библиотека, Музей Энди Уорхола.

## Управление и финансы
Музей управляется независимым советом директоров. В фонде работают штатные сотрудники. Он также полагается на помощь волонтёров для реализации своих программ, одной из которых является программа стипендий. Работа музея финансируется за счёт пожертвований, взносов частных доноров и фондов, а также программы членства. Фонд расширяет свою коллекцию, главным образом, за счёт пожертвований художников и коллекционеров.